# Monthly Shōnen Sirius
Monthly Shōnen Sirius (月刊少年シリウス, Gekkan shōnen shiriusu) est un magazine de prépublication de mangas mensuel de type shōnen publié par Kōdansha depuis mai 2005. Les séries publiées sont généralement de thème fantastique.